# Нови Пазар (Бугарска)
Нови Пазар (буг. Нови пазар) град је у Републици Бугарској, у североисточном делу земље, седиште истоимене општине Нови Пазар у оквиру Шуменске области.

## Географија
Положај: Нови Пазар се налази у североисточном делу Бугарске. Од престонице Софије град је удаљен 380 km источно, а од обласног средишта, Трговишта град је удаљен 25 km источно.
Рељеф: Област Новог Пазара се налази у области побрђа, које се назива Лудогорјем, на приближно 160 m надморске висине. Град је смештен на валовитом подручју.
Клима: Клима у Новом Пазару је континентална.
Воде: Кроз Нови Пазар протиче Крива река.

## Историја
Област Новог Пазара је првобитно било насељено Трачанима, а после њих овом облашћу владају стари Рим и Византија. Јужни Словени ово подручје насељавају у 7. веку. Од 9. века до 1373. године област је била у саставу средњовековне Бугарске.
Крајем 14. века област Новог Пазара је пала под власт Османлија, који владају облашћу 5 векова.
Нови Пазар је био ослобођен руском војском 6. јула 1828. током Руско-турског рата 1828—29, али је према Једренском миру остао у Турској.
Године 1878. град је постао део савремене бугарске државе. Насеље постоје убрзо средиште окупљања за села у околини, са више јавних установа и трговиштем.

## Становништво
По проценама из 2007. године Нови Пазар је имао око 14.500 становника. Већина градског становништва су етнички Бугари. Остатак су махом Турци и Роми. Последњих деценија град губи становништво због удаљености од главних токова развоја у земљи.
Претежан вероисповест месног становништва је православље, а мањинска ислам.

## Галерија
- Здање општине
- Палата правде
- Градски часовник
- Уметничка галерија